# Robert M. Grubel
Robert Martin Grubel (* 16. August 1917 in Brooklyn, New York City; † 30. Mai 1998 in Valley Village, Kalifornien) war ein amerikanischer Chemiker und Oscarpreisträger.

## Leben
Robert M. Grubel wuchs in New York auf und absolvierte ein Studium an der Columbia University. Während des Zweiten Weltkriegs diente er im United States Army Air Corps und war in Gander (Neufundland) und auf der Eglin Air Force Base (Florida) stationiert. Nach dem Krieg arbeitete er bei Consolidated Film Industries (CFI), einem auf Farbfilme spezialisierten Filmlabor und -verarbeitungsunternehmen in Hollywood. Dessen Chemielabor sollte er mehr als 35 Jahre leiten.
Grubel war mit Nettie Toni Grubel (1907–1972) verheiratet und hatte einen Sohn und eine Tochter. Er starb am 30. Mai 1998 im Alter von 80 Jahren und wurde auf dem Mount Sinai Memorial Park Cemetery beigesetzt.

## Auszeichnung
Zusammen mit seinen Kollegen Carl W. Hauge und Edward H. Reichard wurde er bei der Oscarverleihung 1961 für die Entwicklung eines automatischen Entwickler-Nachfüllsystems („For the development of an automatic developer replenisher system.“) mit einem Oscar für technische Verdienste ausgezeichnet.